# داشاراتا
داشاراتا چهارمین پادشاه امپراتوری مائوریا (زاده: ۲۵۲ قبل از میلاد- درگذشته: ۲۲۴ قبل از میلاد) بود که به مدت هشت سال از ۲۳۲ پیش از میلاد تا ۲۲۴ پیش از میلاد حکومت کرد. او نوه آشوکا بود و آیین بودایی پیشه داشت. دوران حکومت او مصادف با اوایل شاهنشاهی اشکانی در ایران بود. پس از مرگ وی حکومت به دست برادرش، سمپراتی سپرده شد.